# Narex Praha
Nářadí Praha n.p. (později státní podnik Narex Praha) byl národní koncern, který sdružoval výrobní závody zabývající se výrobou nejrůznějších druhů nářadí. V roce 1963 zaměstnával cca 5000, v roce 1969 už 7000 pracovníků a měl pod sebou dvacet výrobních závodů. Ještě na začátku roku 1990 zaměstnával zhruba 5600 pracovníků s obratem kolem 1,3 mld. Kčs. Poté se rozpadl na devět samostatných státních podniků, které prošly privatizací.

## Bystřice u Benešova
Po vzniku Československa byl v zemi nedostatek nástrojů pro zpracování dřeva, a tak v roce 1919 založil místní zámečník Václav Richter malý podnik na výrobu ručních nástrojů na obrábění dřeva – dlát, nebozezů apod. Nástroje byly prodávány pod značkou RICHTER EXTRA až do začátku 2. sv. války. V tu dobu pracovalo v továrně již přes 70 pracovníků. V průběhu 2. sv. války byl poprvé zaveden dvousměnný provoz a počet pracovníků se zdvojnásobil. Pro Německo se zde vyráběly nebozezy a vrtačky. V roce 1948 byl podnik znárodněn a po několika postupných organizačních změnách (a nebezpečí úplně likvidace) byl při reorganizaci průmyslu v roce 1958 přiřazen do národního podniku Nářadí Praha. V roce 1962 držel závod monopol na výrobu šroubováků a dlát. Objem výroby se v 70. letech 20. století zdvojnásobil a vyráběl až 3 miliony šroubováků ročně, v 80. letech až 1 milion dlát ročně. V roce 1989 byl závod na vrcholu svého dosavadního rozvoje. Po revoluci se provoz osamostatnil jako společnost Narex Bystřice a.s. Privatizační proces trval až do roku 1994, kdy vznikl NAREX BYSTŘICE s.r.o.
V roce 2019 byla firma koupena firmou Mikov, aby využila podobnosti a vzájemné kompatibility sortimentu obou firem.
Výrobní sortiment tvoří zejména ruční nářadí – šroubováky, dláta a jiné truhlářské a řezbářské nástroje.

## Česká Lípa

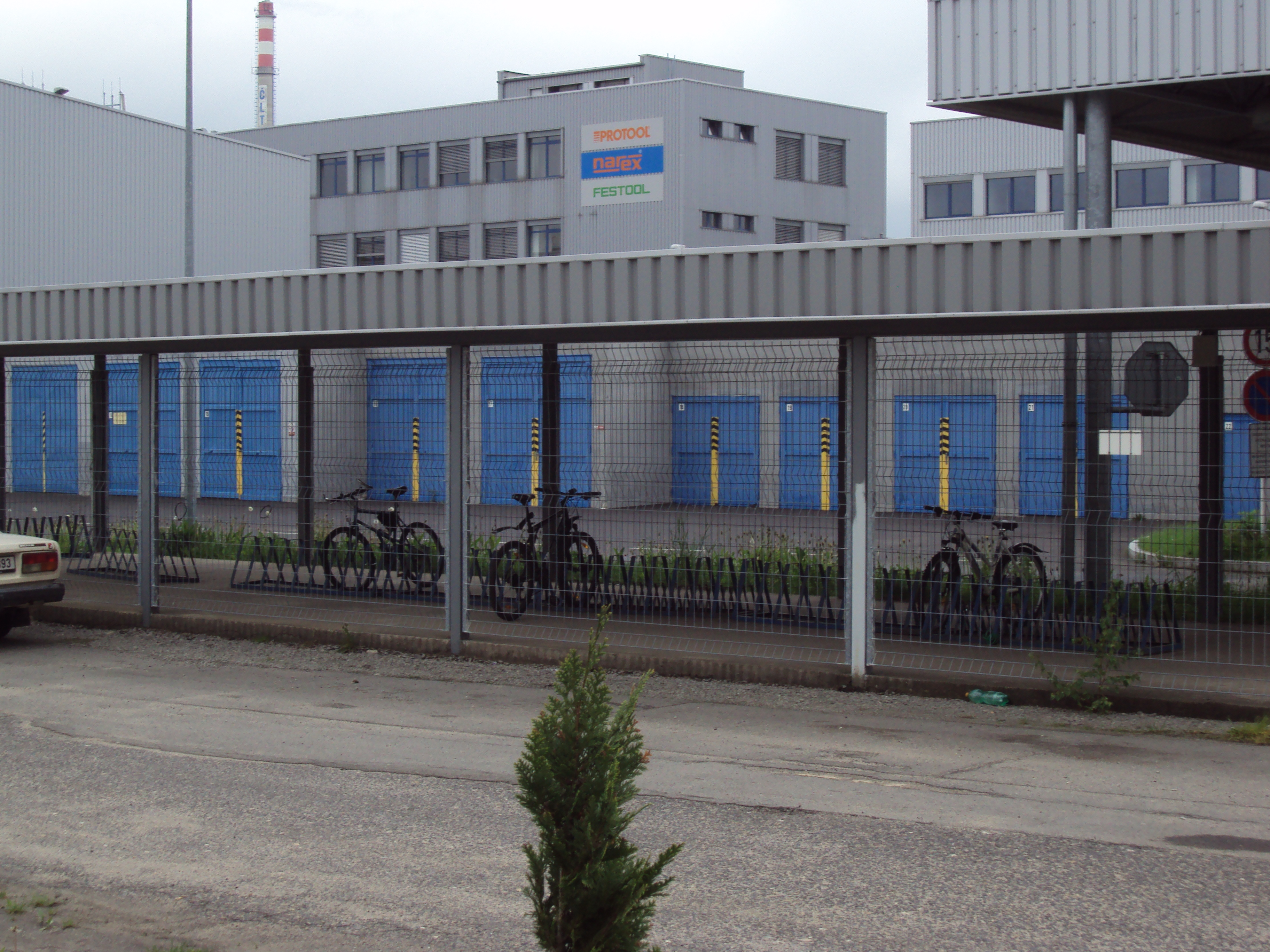
Výrobní areál v České Lípě

Závod Elmowerk, vlastněný firmou Siemens – Schuckertwerke a.s., začal s výrobou elektronářadí v roce 1943. Před tímto rokem se v českolipské továrně zabývali barvením a potiskem látek. Výroba nářadí (zejména vrtaček) byla přesunuta z Berlína do České Lípy kvůli sílícímu nebezpečí leteckých náletů. V roce 1946 se závod stal součástí národního podniku Elektro-Praga a během tohoto roku vyrobil přes 21 tis. kusů elektronářadí včetně 193 kusů důlních vrtaček. V roce 1947 závod přešel pod ČKD Praha n.p. a výroba se rozšířila také o větráky, zubolékařská křesla, komutátory a svářečky. Tento sortiment byl však v průběhu první poloviny 50. let 20. století zrušen. Koncem 50. let 20. století se závod stal součástí podniku MEZ Náchod a bylo zřízeno vývojové středisko elektronářadí. V roce 1961 byl závod začleněn do národního podniku Nářadí Praha (později s názvem Narex Praha). V roce 1991 se v rámci privatizace podnik transformoval na akciovou společnost (jediným akcionářem byl stát) a v roce 1994 byl proces privatizace ukončen, kdy většinu akcií získala firma Festo Tooltechnic.

## Děčín
V roce 1942 začala v budově bývalé knoflíkárny výroba nástrojů se slinutým karbidem, která sem byla převedena z berlínské firmy DE HA WE. Roku 1946 firmu převzala plzeňská Škoda, roku 1948 nakrátko firma SOMET Teplice a ještě ve stejném roce byla firma zestátněna pod názvem KARNA.
V roce 1958 byla KARNA začleněna pod Nářadí Praha n.p. Závod si ponechal výrobní program sestávající z nástrojů se slinutým karbidem pro obrábění kovů a dřeva. Dále také produkuje nástroje pro doly, lomy a stavebnictví.
V roce 1993 se firma přejmenovala na KARNED a.s., přičemž si zachovala původní výrobní sortiment.
V roce 2000 vznikla firma Karned Tools s.r.o., která přistupuje k útlumu výroby nástrojů pro stavebnictví, doly a lomy. Výroba nástrojů s vyměnitelnými břitovými destičkami pro obrábění byla zachována.
V roce 2018 se majoritním vlastníkem firmy stal Český strojírenský holding.

## Lázně Bělohrad
Původní výrobní sortiment se skládal z kompresorů, hasicích přístrojů, dvoukotoučových brusek, stříkacích pistolí a lisovaných dílů. V roce 1950 byl zaveden výrobní program upínacích a podávací kleštinových pouzder pro obráběcí stroje. Časem se dále výroba rozšiřovala především o pneumatické ruční nářadí, rychloupínací hlavy a hydraulické upínací systémy.
Od roku 1991 firma na trhu působila pod názvem NAREX a. s. Lázně Bělohrad. V roce 1998 byla firma začleněna do skupiny DEPRAG a změnil se její název na DEPRAG CZ a.s. Firma se zabývá výrobou pneumatického a upínacího nářadí, v roce 2021 zaměstnávala 141 lidí a čistý obrat činil 279 mil. Kč.

## Praha

### Vedení
Nástupnickou společností pražského vedení je NAREX CONSULT, a.s.

### Broušení
V roce 1953 byla založena společnost ZONA n.p. Praha-Hloubětín, jejíž výrobní program zahrnoval výrobu diamantových orovnávačů, brusných kotoučů a dalších nástrojů. V roce 1956 byla společnost sloučena pod národní podnik Služba TOS. Výroba se zároveň přemístila do Prahy-Vršovic. V roce 1958 byla založena společnost Nářadí Praha n.p. se sídlem v pražských Vršovicích. O čtyři roky později (26.11.1962) byla zaregistrována obchodní značka NAREX. V roce 1963 byla výroba diamantových nástrojů rozšířena a zároveň vyčleněna do samostatného závodu Praha. V roce 1991 se z pražského závodu stala společnost NAREX PRAHA, a.s. K privatizaci podniku došlo až v roce 1998, a to managementem společnosti. V roce 2003 byla výroba diamantových nástrojů vyčleněna do společnosti NAREX SAT s.r.o.

### Obrábění
Počátky výroby se datují do roku 1954. Od roku 2003 firma pod názvem NAREX MTE s.r.o. vyrábí a dodává příslušenství pro obráběcí stroje zaměřené na vyvrtávání, frézování, upínání, válcování a řezání závitů.

### Tepelné zpracování
NAREX Vršovice s.r.o., později NAREX Metallurgy, s.r.o. Firma se zabývá tepelným zpracováním kovů (zakázková kalírna) a poskytuje ekonomické, účetní a IT služby.

### Záchranářské vybavení
V koncernu existovalo také středisko výroby vyprošťovací technicky a záchranného systému Narex, které podléhalo podnikovému ředitelství. V roce 1977 byl založen Záchranný systém pro asistenci při automobilových závodech.
Ještě v roce 1990 fungovala pod značkou Narex záchranná služba, která pomáhala motoristům, zejména na dálnicích.
V roce 1992 byla Cyrilem Svobodou založena firma Narimex Praha s.r.o. jako pokračovatel Záchranného systému Narex Praha. Firma se zabývala výrobou vyprošťovací techniky a jejího servisu. Firma se také podílela na založení Integrovaného záchranného systému ČR, do kterého byla začleněna.

## Zdice

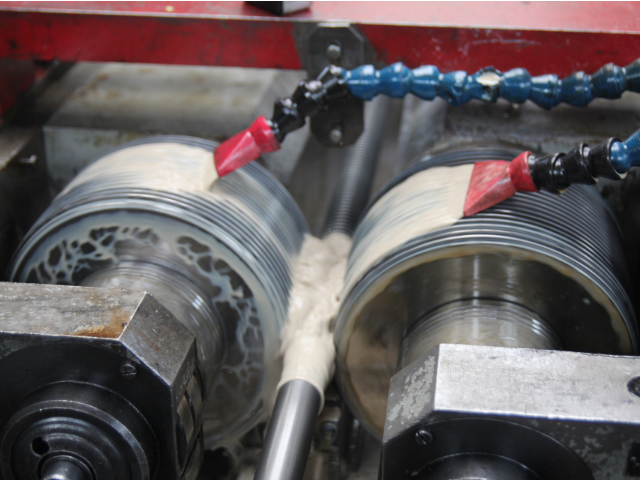
Válcování závitů

Výroba byla převezena roku 1944 z Vídně do Zdic firmou Dr. Ing. Bleckmann. Firma se zabývala výrobou závitových válců, válečků pro závitové hlavy, plochých, segmentových a radiálních čelistí. V průběhu existence byl sortiment rozšířen o stavitelné výstružníky a jinou kooperační výrobu. Postupně se měnila organizace a název firmy – ROS, ZONA, Nářadí, NAREX, Narex Zdice.
V roce 1995 byla zahájena výroba v novém provozu, kam se přemístila veškerá výrobní technologie již pod názvem společnosti NAREX ROLL.

## Ždánice
V roce 1938 Otakar Šmíd v kovodílnách zahájil výrobu dekoračních předmětů z barevných kovů. V období 2. sv. války byly barevné kovy direktivně využívány pro válečné účely, proto se závod v roce 1941 přeorientoval na výrobu závitníků. Roku 1943 byl závod transformován do společnosti MIKRO a.s., tehdy zaměstnával více než 250 lidí. V roce 1954 byl závod včleněn do n.p. Kovové nástroje, v roce 1958 se stal součástí Nářadí Praha n.p. Provoz v nově vystavěné hale B byl započat roku 1970. Další výrobní hala včetně výpočetního střediska byla otevřena roku 1985. O dva roky později byla dokončena vakuová kalírna a nová kotelna s plynofikací celé firmy. V roce 1990 byla dostavěna nová administrativní budova s kuchyní a jídelnou a společnost se transformovala do státního podniku Narex Ždánice, o rok později se stala akciovou společností. V roce 1993 byl vyčleněn závod Bučovice. V roce 1999 se firma transformovala do NAREX Ždánice, spol. s r.o.
Firma se zabývá výrobou závitořezných nástrojů.